# Oygaying
Der Oygaying (russisch Ойгаи́нг) ist der linke Quellfluss des Piskom in Usbekistan im äußersten Norden der Provinz Taschkent.
Der Oygaying entspringt im Norden des Piskomgebirges. Er fließt anfangs in einem Bogen nach Norden, später nach Westsüdwest. Der Oberlauf durchfließt einen Bergsee. Der Talas-Alatau liegt nördlich des Oberlaufs. Weiter südlich schließt sich der Maydontol-Kamm an, der die Flusstäler von Oygaying und dem weiter westlich verlaufenden Maydontol trennt. Der Oygaying fließt im Mittel- und Unterlauf in südsüdwestlicher Richtung durch das Bergland. Östlich des Flusstals verläuft der Gebirgszug des Piskomgebirges. Schließlich trifft der Oygaying auf den Mayontol und vereinigt sich mit diesem zum Piskom. Der Oygaying hat eine Länge von 76 km. Er entwässert ein Areal von 1102 km². Der mittlere Abfluss beträgt 27,9 m³/s.
Der Oygaying ist als Wildwassergewässer ein Ziel von Kajaktouristen.